# 2-й провулок Короленка (Житомир)
2-й провулок Короле́нка — провулок в Богунському районі міста Житомира.     

## Характеристики
Розташований у північно-західній частині міста, в історичній місцевості Рудня.             
Бере початок з вулиці Короленка, прямує на північний схід та завершується перехрестям з 3-м Колективним провулком. Г-подібний на плані.             
Громадський транспорт по провулку не курсує. Найближчі зупинки маршрутного таксі — на відстані від 200 до 400 м.             

Забудова провулку — садибна житлова.

## Історичні відомості
Провулок почав формуватися як проїзд між садибами, збудованими до початку ХХ ст. вздовж нинішньої вулиці Короленка. Показаний на плані міста 1941 року як короткий тупиковий проїзд. 
Далі на північ провулок та його забудова формувалися після Другої світової війни на вільних від забудови угіддях. 
У 1958 році провулок отримав нинішню назву. 